# يوليوس ليوبولد إدوارد
يوليوس ليوبولد إدوارد (بالألمانية: Julius Léopold Eduard Avé-Lallemant)‏ (و. 1803 – 1867 م) هو عالم نبات، وعالم حشرات من بروسيا . ولد في لوبيك .
توفي في لوبيك .